# Oddone de Camerana
Oddone de Camerana, (o Ottone, Oddone di Camerana) (Piemonte, XIII secolo – Sicilia, XIII secolo), è stato un militare italiano, capo della colonia di Lombardi che ripopolò nel XIII secolo Corleone.

## Biografia
Il miles lombardo Oddone da Camerana, fidelis dell'Imperatore, nel 1237 ottenne da Federico II, come apprendiamo da un privilegio arrivato fino a noi attraverso una copia trecentesca, il permesso di immigrare in Sicilia, insieme con un gruppo di altri lombardi, «homines de partibus Lombardiae», molti dei quali provenienti dai dintorni di Tortona in Piemonte e dell'Oltrepò Pavese in Lombardia, per sfuggire ai profondi disagi provocati nell'Italia settentrionale dalle sempre più frequenti guerre.
Federico II, in una prima concessione, aveva assegnato la terra di Scopello, in Val di Mazara, ma il luogo non si rivelò adatto e venne sostituito dall'imperatore con Corleone, che era possedimento del demanio ed era in una posizione maggiormente strategica.
Il privilegio a favore di Oddone de Camerana fu emanato «in castris ante Brixiam», presso Brescia, che ha fatto ritenere da molti studiosi che Oddone fosse bresciano, ipotesi che oggi tende ad essere esclusa.
Sono giunte fino a noi poche altre notizie biografiche su Oddone. Oddone ebbe sicuramente dei figli, tra i quali si distinse Bonifacio, giustiziere della Val di Noto. Altri De Camerana risultano attestati fino al XIV secolo, come un Guillelmus de Camerana, «iudex terrae Calatabellocte» attivo nel 1348.